# Al-'Ajjaj
Abū l-Shaʿthāʾ ʿAbd Allāh ibn Ruʾba, più noto come al-ʿAjjāj (in arabo أبو الشعثاء عبد الله بن رؤبة‎?; Arabia, VII secolo – Mesopotamia, 715), è stato un poeta arabo.
Fu un poeta autore di varie poesie in metro rajaz. Apparteneva alla tribù araba dei B. Tamīm e si pensa sia nato all'epoca del califfato di ʿUthmān b. ʿAffān (reg. 644-656).
Fu molto apprezzato dai lessicografi arabi per la ricchezza davvero inusuale del suo vocabolario, abbondante di parole non comuni, inserite in costruzioni poetiche ormai in via di rarefazione.
Questa esagerata abbondanza ne condiziona alquanto, quindi, la qualità dell'ispirazione.